# Уравнение Брейта
Уравнение Брейта — релятивистское волновое уравнение, полученное Грегори Брейтом в 1929 году на основе уравнения Дирака. Оно описывает две или более массивные частицы со спином 1/2 (например, электроны), которые взаимодействуют электромагнитно с точностью до первого порядка теории возмущений. Оно учитывает магнитные взаимодействия и запаздывающие эффекты с точностью до 1/c². Когда другие квантовые электродинамические эффекты незначительны, это уравнение показывает хорошее согласование с экспериментом. Впервые оно было получено из дарвиновского лагранжиана, а позже доказано в теории поглощения Уилера — Фейнмана и, наконец, в квантовой электродинамике.

## Вступление
Уравнение Брейта является не только приближением в терминах квантовой механики, но и в терминах теории относительности, поскольку не вполне инвариантно относительно преобразований Лоренца. Как и уравнение Дирака, оно трактует ядра как точечные источники внешнего поля для частиц, которые оно описывает. Для N частиц уравнение Брейта имеет вид (rij — расстояние между частицами i и j):
| {\displaystyle i\hbar {\frac {\partial \Psi }{\partial t}}=\left(\sum _{i}{\hat {H}}_{D}(i)+\sum _{i>j}{\frac {q_{i}q_{j}}{r_{ij}}}-\sum _{i>j}{\hat {B}}_{ij}\right)\Psi } |
где
{\displaystyle {\hat {H}}_{D}(i)=\left[q_{i}\phi (\mathbf {r} _{i})+c\sum _{s=x,y,z}\alpha _{s}(i)\pi _{s}(I)+\alpha _{0}(I)m_{0}c^{2}\right]}
гамильтониан Дирака для i-й частицы с координатой ri и φ(ri) скалярный потенциал в этом положении. qi — заряд частицы, поэтому для электрона qi = −e.
Одноэлектронные дираковские гамильтонианы для частиц, вместе со своими мгновенными кулоновскими взаимодействиями qiqj/rij, формируют оператор Дирака — Кулона. К этому Брейт добавил следующий оператор (оператор Брейта):
{\displaystyle {\hat {B}}_{ij}=-{\frac {1}{2r_{ij}}}\left[\mathbf {a} (i)\cdot \mathbf {a} (j)+{\frac {\left(\mathbf {a} (i)\cdot \mathbf {r} _{ij}\right)\left(\mathbf {a} (j)\cdot \mathbf {r} _{ij}\right)}{r_{ij}^{2}}}\right]},
где матрицы Дирака для i-го электрона: a(i) = [αx(i),αy(i),αz(i)]. Два слагаемых в операторе Брейта соответствуют запаздывательным эффектам к первому порядку. Волновая функция Ψ в уравнении Брейта является спинором с 4N элементами, поскольку каждый электрон описывается дираковским биспинором с 4 элементами, а полная волновая функция их тензорным произведением.

## Гамильтониан Брейта
Полный гамильтониан в уравнении Брейта, так называемый гамильтониан Дирака — Кулона — Брейта (HDCB) можно разложить на операторы энергии для электронов в магнитном и электрическом полях (также известный как гамильтониан Брейта — Паули), имеющие хорошо определённый смысл при рассмотрении взаимодействий молекул с магнитными полями (например, в случае ядерного магнитного резонанса):
{\displaystyle {\hat {B}}_{ij}={\hat {H}}_{0}+{\hat {H}}_{1}+...+{\hat {H}}_{6}},
где {\displaystyle {\hat {H}}_{0}} — нерелятивистский гамильтониан ({\displaystyle m_{i}} — масса покоя частицы i):
{\displaystyle {\hat {H}}_{0}=\sum _{i}{\frac {{\hat {p}}_{i}^{2}}{2m_{i}}}+\sum _{i>j}{\frac {q_{i}q_{j}}{r_{ij}}}};
{\displaystyle {\hat {H}}_{1}} — релятивистская поправка к нерелятивистскоому гамильтониану (связанная с разложением энергии по степеням скорости света {\displaystyle E_{kin}=m_{i}c^{2}{\sqrt {1+\gamma ^{2}v^{2}/c^{2}}}-m_{i}c^{2}}):
{\displaystyle {\hat {H}}_{1}=-{\frac {1}{8c^{2}}}\sum _{i}{\frac {{\hat {p}}_{i}^{4}}{m_{i}^{3}}}};
{\displaystyle {\hat {H}}_{2}} — поправка, частично учитывает запаздывание и может быть описана как взаимодействие между магнитными дипольными моментами частиц, возникающими вследствие орбитального движения зарядов (взаимодействие орбита — орбита):
{\displaystyle {\hat {H}}_{2}=-\sum _{i>j}{\frac {q_{i}q_{j}}{2r_{ij}m_{i}m_{j}c^{2}}}\left[\mathbf {\hat {p}} _{i}\cdot \mathbf {\hat {p}} _{j}+{\frac {(\mathbf {r_{ij}} \cdot \mathbf {\hat {p}} _{i})(\mathbf {r_{ij}} \cdot \mathbf {\hat {p}} _{j})}{r_{ij}^{2}}}\right]};
{\displaystyle {\hat {H}}_{3}} — классическое взаимодействие между орбитальными магнитными моментами (вследствие орбитального движения зарядов) и спиновыми магнитными моментами (так называемое спин-орбитальное взаимодействие). Первое слагаемое описывает взаимодействие спина частицы с собственным орбитальным моментом (F(ri) — электрическое поле в месте расположения частицы), а второе слагаемое - с орбитальным моментом другой частицы:
{\displaystyle {\hat {H}}_{3}={\frac {\mu _{B}}{c}}\sum _{i}{\frac {1}{m_{i}}}\mathbf {s} _{i}\cdot \left[\mathbf {F} (\mathbf {r} _{i})\times \mathbf {\hat {p}} _{i}+\sum _{j>i}{\frac {2q_{i}}{r_{ij}^{3}}}\mathbf {r} _{ij}\times \mathbf {\hat {p}} _{j}\right]};
{\displaystyle {\hat {H}}_{4}} — неклассическое, присущее теории Дирака слагаемое, которое также называют дарвиновским вкладом:
{\displaystyle {\hat {H}}_{4}={\frac {ih}{8\pi c^{2}}}\sum _{i}{\frac {q_{i}}{m_{i}^{2}}}\mathbf {\hat {p}} _{i}\cdot \mathbf {F} (\mathbf {r} _{i})};
{\displaystyle {\hat {H}}_{5}} —  магнитный момент спин-спинового взаимодействия. Первое слагаемое называется контактным взаимодействием, поскольку он отличен от нуля только, когда частицы находятся в одной точке. Второе слагаемое - классическая взаимодействие диполь-дипольного типа:
{\displaystyle {\hat {H}}_{5}=4\mu _{B}^{2}\sum _{i>j}\left\lbrace -{\frac {8\pi }{3}}(\mathbf {s} _{i}\cdot \mathbf {s} _{j})\delta (\mathbf {r} _{ij})+{\frac {1}{r_{ij}^{3}}}\left[\mathbf {s} _{i}\cdot \mathbf {s} _{j}-{\frac {3(\mathbf {s} _{i}\cdot \mathbf {r} _{ij})(\mathbf {s} _{j}\cdot \mathbf {r} _{ij})}{r_{ij}^{2}}}\right]\right\rbrace };
{\displaystyle {\hat {H}}_{6}} —  взаимодействие спинового и орбитального магнитных моментов с внешним магнитным полем H:
{\displaystyle {\hat {H}}_{6}={\frac {2e\hbar }{2mc}}\sum _{i}\left[\mathbf {H} (\mathbf {r} _{i})\cdot \mathbf {s} _{i}+{\frac {q_{i}}{m_{i}c}}\mathbf {A} (\mathbf {r} _{i})\cdot \mathbf {\hat {p}} _{i}\right]}.